# Skate nos Jogos Pan-Americanos de 2023 - Park masculino
A competição do park masculino do skate integrou o programa da patinação sobre rodas nos Jogos Pan-Americanos de 2023 e foi disputada em 22 de outubro de 2023 na Esplanada dos Esportes Urbanos, localizado no cluster do Estádio Nacional. Um total de 8 skatistas, cada um representando um Comitê Olímpico Nacional (CON), participaram do evento.

## Calendário
Horário local (UTC−3).
| Data          | Hora  | Fase  |
| ------------- | ----- | ----- |
| 22 de outubro | 16:30 | Final |

## Medalhistas
| Ouro   | USA Taylor Nye     |
| Prata  | BRA Augusto Akio   |
| Bronze | PUR Steven Piñeiro |

## Resultados
A competição foi disputada em um único dia. Cada skatista teve três tentativas para realizar as manobras, com a melhor pontuação sendo considerada para determinar os medalhistas.
| Pos.              | Skatista         | CON                | Tentativa | Tentativa | Tentativa | Total |
| Pos.              | Skatista         | CON                | 1         | 2         | 3         | Total |
| ----------------- | ---------------- | ------------------ | --------- | --------- | --------- | ----- |
| Medalha de ouro   | Taylor Nye       | USA Estados Unidos | 86.68     | 74.23     | 40.25     | 86.68 |
| Medalha de prata  | Augusto Akio     | BRA Brasil         | 22.59     | 84.12     | 79.00     | 84.12 |
| Medalha de bronze | Steven Piñeiro   | PUR Porto Rico     | 82.40     | 3.30      | 83.24     | 83.24 |
| 4                 | Martín Jaque     | CHI Chile          | 70.00     | 76.64     | 50.08     | 76.64 |
| 5                 | William Cortez   | MEX México         | 73.16     | 63.16     | 74.57     | 74.57 |
| 6                 | Omar Cocilova    | ARG Argentina      | 86.00     | 53.45     | 72.35     | 72.35 |
| 7                 | Raphael Scheelje | PER Peru           | 44.95     | 57.76     | 41.34     | 57.76 |
| 8                 | Gerald Hopkins   | CAN Canadá         | 23.95     | 17.05     | 31.70     | 31.70 |